# 摩睺羅伽

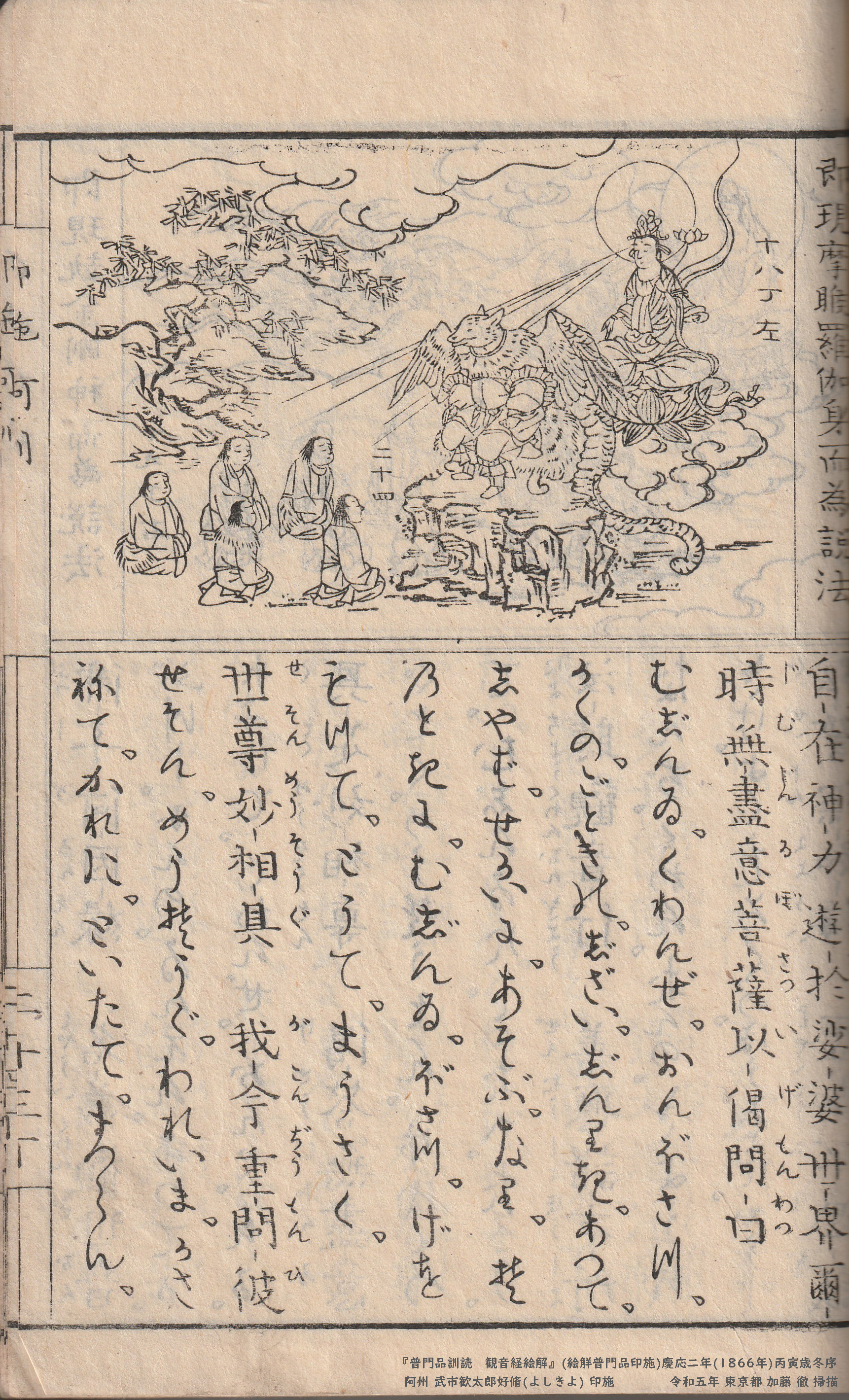
説法する摩睺羅伽(背後には観音菩薩)。幕末の本の挿絵

摩睺羅伽（まごらが、Skt：Mahoragaの音写、漢訳：大蟒、大腹胸行など）は、仏教を守護する護法善神の一尊。天竜八部衆や二十八部衆に数えられる。サンスクリット語名の「マホーラガ」は「偉大なる蛇」を意味する（「マハー」＋「ウラガ」）。
もと古代インドの神であったが、後に仏教に取り入れられた。身体は人間であるが首は大蛇、または頭に蛇冠を戴いた人間の姿で描かれる。八部衆の緊那羅と同じく音楽の神とされる。ナーガがコブラを神格化したものであるのに対してこのマホーラガはニシキヘビの様なより一般的な蛇を神格化したものである。
胎蔵界曼荼羅の外金剛部院北方に配せられている。